# Alex Lubawinski

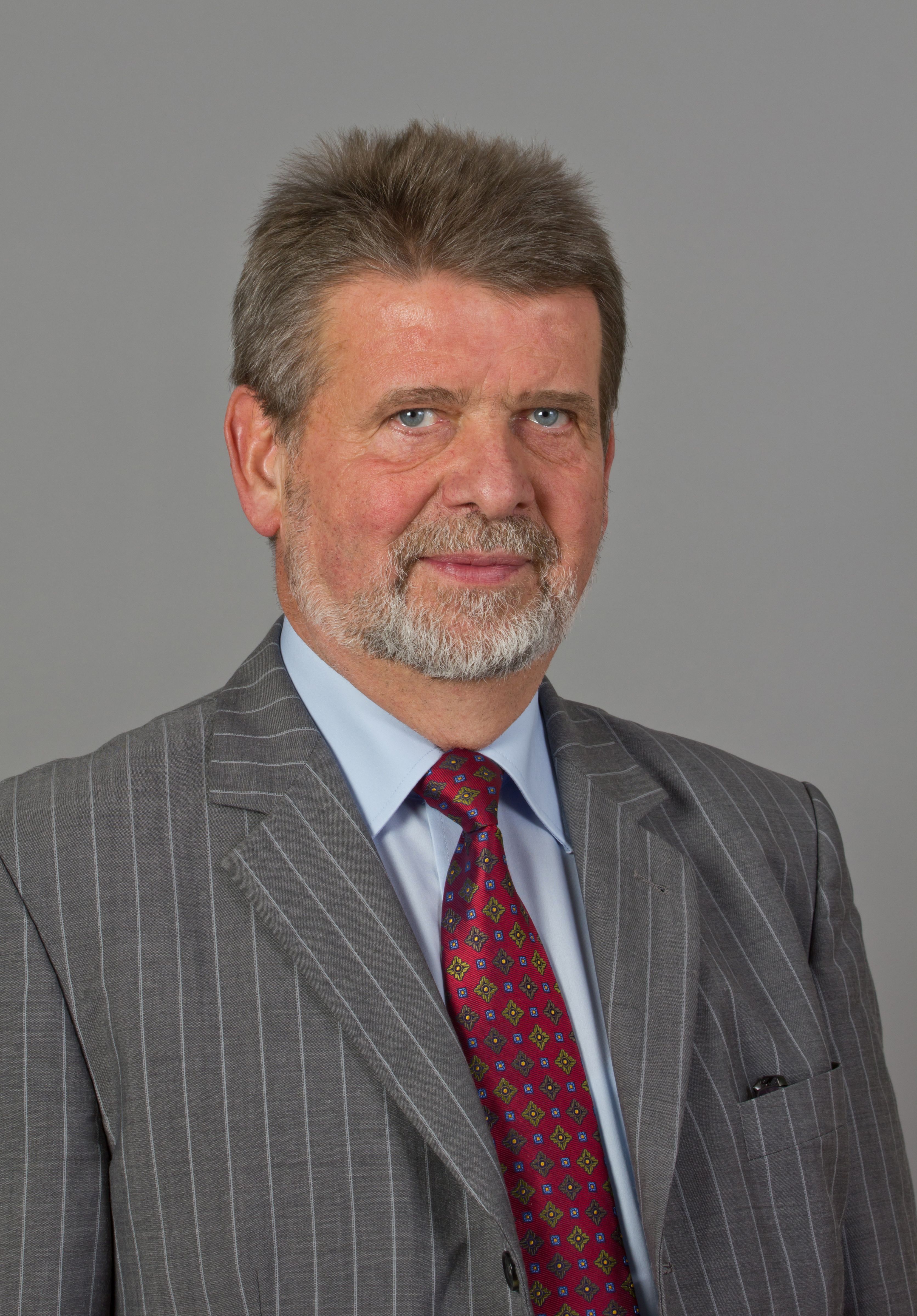
Alex Lubawinski

Alex Josef Lubawinski (* 12. Mai 1950 in Stettin) ist ein deutscher Politiker der SPD.

## Leben
Nach einer Lehre als Zerspanungsmechaniker studierte Lubawinski Pädagogik an der Universität Leipzig und wurde Lehrer in Berlin-Pankow. Neben seiner beruflichen Tätigkeit wurde Lubawinski zur Zeit der Wende politisch aktiv und Mitglied der SPD. Seit 1991 ist er Vorsitzender der SPD-Abteilung (Ortsverein) Niederschönhausen bzw. seit dem Zusammenschluss mit einer weiteren SPD-Abteilung in Pankow Vorsitzender der Abteilung Niederschönhausen-Blankenfelde. Zwischen den Jahren 2001 und 2002 war er der erste Bezirksbürgermeister des neuen Berliner Großbezirkes Pankow, der aus den drei ehemaligen Bezirken Pankow, Prenzlauer Berg und Weißensee hervorgegangen war.
Am 18. September 2011 gelang Lubawinski im Wahlkreis Pankow 2 bei der Wahl 2011 der Einzug als Abgeordneter in das Abgeordnetenhaus von Berlin, dem er bis 2016 angehörte. Lubawinski ist verheiratet und hat zwei Kinder.
Lubawinski erhielt am 21. März 2012 insbesondere für seine Verdienste um die deutsch-polnische Zusammenarbeit das Verdienstkreuz am Bande der Bundesrepublik Deutschland.